# Stare de fapt
Stare de fapt é um filme de drama romeno de 1995 dirigido e escrito por Stere Gulea. Foi selecionado como representante da Romênia à edição do Oscar 1996, organizada pela Academia de Artes e Ciências Cinematográficas.

## Elenco
- Oana Pellea - Alberta Costineanu
- Mircea Rusu - Andrei Secosan
- Dan Condurache - Petrache Maxentiu